# Дубравице (Скрадин)
Дубравице су насељено мјесто у Далмацији. Припадају граду Скрадину, у Шибенско-книнској жупанији, Република Хрватска.

## Географија
Налазе се 4 км сјевероисточно од Скрадина.

## Историја
До територијалне реорганизације у Хрватској насеље се налазило у саставу бивше велике општине Шибеник.

## Култура
У Дубравицама се налази римокатоличка црква Св. Катарине.

## Становништво
Према попису из 1991. године, насеље Дубравице је имало 822 становника. Према попису становништва из 2001. године, Дубравице је имало 613 становника. Дубравице су према попису становништва из 2011. године имале 594 становника.
| Демографија | Демографија | Демографија |
| Година      | Становника  | Становника  |
| ----------- | ----------- | ----------- |
| 1961.       | 1.219       |             |
| 1971.       | 1.027       |             |
| 1981.       | 934         |             |
| 1991.       | 822         |             |
| 2001.       | 613         |             |
| 2011.       |             | 594         |

## Попис 1991.
На попису становништва 1991. године, насељено место Дубравице је имало 822 становника, следећег националног састава:
| Попис 1991.‍  | Попис 1991.‍  | Попис 1991.‍ | Попис 1991.‍ | Попис 1991.‍ |
| ------------ | ------------ | ----------- | ----------- | ----------- |
|              |              |             |             |             |
| Хрвати       | Хрвати       |             | 815         | 99,14%      |
| Срби         | Срби         |             | 1           | 0,12%       |
| неопредељени | неопредељени |             | 4           | 0,48%       |
| непознато    | непознато    |             | 2           | 0,24%       |
| укупно: 822  |              |             |             |             |